# Tania James
Pour les articles homonymes, voir James.
Tania James, née en 1980 à Chicago dans l'Illinois aux États-Unis, est une romancière indo-américaine. 

## Biographie
D'origine indienne, elle naît en 1980 à Chicago dans l'Illinois et grandit à Louisville dans le Kentucky. Après ses études secondaires, elle est acceptée à l'Université Harvard d'où elle sortira avec un Bachelor of Arts (en réalisation cinématographique), puis elle entre à la Columbia's School of the Arts où elle passera un Master of Fine Arts (Beaux Arts, Théâtre, Arts visuels et cinématographiques).
Elle publie en 2009 son premier roman, L'Atlas des inconnus (Atlas of Unknowns), l'histoire d'une saga familiale entre le Kerala et New York. En 2012, elle publie le recueil de nouvelles Aerogrammes et en 2015 son second roman, The Tusk that did the Damage. Certains de ces textes ont été publiées dans les magazines, revues et journaux Granta, Boston Review, The Kenyon Review (en), One Story (en) et A Public Space (en).
En 2016, elle devient professeur à l'Université George Mason à Fairfax, elle intervient dans le cycle du Master of Arts de création littéraire, enseignant la méthodologie de rédaction d'une thèse, la fiction et ses formes.
Tania James est professeur à la  George Mason University  et vit à Washington DC.

## Œuvres

### Romans
- The Tusk that did the Damage, éd.  Knopf, 2015,
- Atlas of Unknowns, éd. Knopf, 2009[8],

### Nouvelles et recueils de nouvelles
- Lion and Panther in London, éd. Vintage, 2015
- Aerogrammes éd. Knopf, 2012[9]

### Livre traduit en français
- L'Atlas des inconnus, traduit par Anne Wickle, éd. Stock, 2010

## Distinctions
Pour L'Atlas des inconnus (Atlas of Unknowns) :
- Livre de l'année du San Francisco Chronicle en 2009,
- Sélection de l'année 2009 du The New York Times,
- Nomination au DSC Prize for South Asian Literature (en) en 2011[10].

Pour The Tusk that did the Damage :
- Sélection de l'année 2015 du The New York Times,
- Nomination au prix Dylan Thomas (en) en 2016[11].